# Hiperestático

Uma viga hiperestática.

Em estática, uma estrutura é hiperestática ou estaticamente indeterminada quando ela possui o número de reações de apoio maior que o número de equações de equilíbrio disponíveis, ou seja, o sistema é indeterminado.
Uma estrutura em equilíbrio estável que não é hiperestática é isoestática. O grau de hiperestaticidade é igual ao número de ligações que podem ser eliminadas de forma a que a estrutura se torne isostática, portanto, uma estrutura isostática é considerada com grau zero de hiperestaticidade.
Existem diversas formas de hiperestaticidade:
- Uma estrutura é internamente hiperestática se as equações da estática não são suficientes para determinar os esforços internos da mesma.
- Uma estrutura é externamente hiperestática se as equações da estática não são suficientes para determinar forças de reação da estrutura ao solo ou a outra estrutura.

Uma estrutura é completamente hiperestática se é interna e externamente hiperestática.